# Filips I van Tarente
Filips I van Tarente (Napels, 10 november 1278 - 23 december 1332) was van 1294 tot aan zijn dood vorst van Tarente, van 1307 tot 1313 vorst van Achaea en van 1313 tot aan zijn dood titelvoerend keizer van het Latijnse Keizerrijk. Hij behoorde tot het huis Anjou-Sicilië.

## Levensloop
Filips was een jongere zoon van koning Karel II van Napels en Maria van Hongarije, dochter van koning Stefanus V van Hongarije. 
Op 4 februari 1294 werd hij door zijn vader in Aix-en-Provence tot vorst van Tarente benoemd en op 12 juli 1294 kreeg hij de functie van vicaris-generaal van het koninkrijk Sicilië. De dag dat hij tot vicaris-generaal werd benoemd, huwde hij met de handschoen Thamar Angelina Komnena, dochter van Nikephoros I Komnenos Doukas, de despoot van Epirus. Omdat hij bedreigd werd door het Byzantijnse Rijk, had Nikephoros beslist steun te zoeken bij het huis Anjou-Sicilië en had hij toegestemd met het huwelijk van Thamar en Filips. Op 13 augustus 1294 vond het huwelijk tussen de twee persoonlijk plaats in L'Aquila. 
Ter gelegenheid van het huwelijk kreeg Filips van zijn vader de suzereiniteit over het vorstendom Achaea en het koninkrijk Albanië en alle rechten over het Latijnse Keizerrijk en de heerlijkheid Walachije. Als bruidsschat kreeg hij van zijn schoonvader de forten van Vonitsa, Vrachova, Gjirokastër en Nafpaktos in het district Aetolië. Ook beloofde Nikephoros zijn dochter Thamar te benoemen tot erfopvolgster in de plaats van zijn zoon Thomas I. Na de dood van zijn schoonvader in 1297 claimde Filips de titel van despoot van Roemenië, waarmee hij Epirus, Aetolië, Acarnanië en Walachije opeiste. De Byzantijnse weduwe van Nikephoros, Anna Kantakouzena, had echter haar zoon Thomas als despoot van Epirus geproclameerd en het regentschap van haar zoon op zich genomen.
Als vicaris-generaal van Sicilië nam hij deel aan de invasie van dat eiland tijdens de laatste fase van de Oorlog van de Siciliaanse Vespers. In 1299 werd zijn leger in de Slag bij La Falconara verslagen door koning Frederik III van Sicilië. Filips werd vervolgens gevangengezet tot aan de ondertekening van de Vrede van Caltabellotta in 1302. In 1306 bezochten de vorsten van Achaea, Filips I van Piëmont en Isabella van Villehardouin, het hof van Filips' vader koning Karel II van Napels. Filips werd beschuldigd van disloyaliteit en verantwoordelijk gehouden voor de mislukking van de militaire campagne tegen het despotaat Epirus. Omdat Isabella niet de toestemming van haar suzerein had gevraagd voor haar huwelijk, werden zij en Filips van Piëmont echter ontheven van het vorstendom Achaea. Op 5 mei 1306 kreeg Filips Achaea zelf toegewezen en kort nadien bracht hij zijn enige bezoek aan het vorstendom. In Glarentza aanvaardde hij de huldiging van zijn vazallen, waarna hij een onsuccesvolle militaire campagne ondernam tegen Epirus. Toen hij Achaea verliet, stelde hij hertog Gwijde II van La Roche van Athene aan als meier van het vorstendom. Op 11 mei 1307 stonden Isabella en Filips van Piëmont hun claims op Achaea af in ruil voor het graafschap Alba. 
In 1309 beschuldigde hij zijn eerste echtgenote Thamar van overspel, vermoedelijk een valse beschuldiging. Hij liet zich scheiden, waarna hij zijn ogen liet vallen op Catharina van Valois, dochter van graaf Karel van Valois en titelvoerend keizerin van het Latijnse Keizerrijk. Catharina was echter verloofd met hertog Hugo V van Bourgondië, de titulaire koning van Thessaloniki. Nadat deze verloving was verbroken, huwden Filips en Catharina op 29 juli 1313 in Fontainebleau. Na het huwelijk schonk hij het vorstendom Achaea aan Mathilde van Henegouwen, die verloofd was met zijn zoon Karel. Filips verbrak de verloving van Karel en Mathilde, waarna ze huwde met Lodewijk van Bourgondië, de broer van Hugo V. Als het echtpaar zonder nakomelingen zou sterven, zou het vorstendom Achaea echter terugkeren naar het huis Anjou-Sicilië. 
In 1315 kreeg Filips door zijn broer Robert van Napels de opdracht om aan het hoofd van een leger de Florentijnen te bevrijden, die bedreigd werd door de Pisanen onder Uguccione della Faggiuola. Het Florentijns-Napolitaanse leger werd echter op 29 augustus 1315 verpletterend verslagen in de Slag bij Montecatini. 
Het overlijden van Lodewijk van Bourgondië zonder erfgenamen in 1316 kwam de plannen van het huis Anjou-Sicilië voor Achaea ten goede. Mathilde kreeg vervolgens van koning Robert van Napels het voorstel om te hertrouwen met Filips' broer Jan van Durazzo. Toen ze weigerde, werd Mathilde gekidnapt en naar Napels gebracht. Na lange overredingen en dreigementen ging ze in 1318 akkoord met het huwelijk. Na verschillende protesten verkocht hertog Odo IV van Bourgondië zijn rechten op Achaea en Thessaloniki aan hertog Lodewijk I van Bourbon voor 40.000 livres. Gefinancierd door koning Filips V van Frankrijk kocht Filips in 1321 voor hetzelfde bedrag de rechten op Achaea. Rond hetzelfde moment werd Mathilde voor het pauselijk hof in Avignon gebracht, waar ze onthulde dat ze stiekem gehuwd was met de Bourgondische ridder Hugo de La Palice. Haar huwelijk met Jan van Durazzo werd ongeldig verklaard wegens niet-consummatie, maar de onthulling van haar geheime huwelijk zorgde er ook voor dat het huis Anjou-Sicilië het vorstendom Achaea kon annexeren. Het vorstendom werd toegewezen aan Filips' broer Jan van Durazzo, terwijl Mathilde van Henegouwen voor de rest van haar leven in Napolitaanse gevangenschap werd gehouden om te vermijden dat ze Achaea zou opeisen. 
Filips bleef pleiten voor een herstel van het Latijnse Keizerrijk en in 1318 vormde hij een vergeefse alliantie met zijn neef koning Karel I Robert van Hongarije om dit te bereiken. In 1330 stierf de laatste zoon uit zijn eerste huwelijk en kreeg hij de titel van despoot van Roemenië terug, die in 1313 aan zijn oudste zoon Karel had gegeven. Al zijn rechten en titels gingen na zijn dood in 1332 naar zijn zoon Robert, de oudste zoon uit zijn tweede huwelijk.

## Nakomelingen
Filips en zijn eerste echtgenote Thamar kregen volgende kinderen:
- Karel (1296-1315), despoot van Roemenië
- Johanna (1297-1323), huwde in 1316 met koning Oshin van Armenië en in 1320 met heer Oshin van Kirokos
- Margaretha (1298-1340), huwde in 1325 met graaf Wouter VI van Brienne
- Filips (1300-1330), despoot van Roemenië
- Maria (1301/1304-1368), abdis van Conversano
- Blanche (1309-1337), huwde met graaf Raymond Berengarius van Prades, zoon van koning Jacobus II van Aragón

Filips en zijn tweede echtgenote Catharina kregen volgende kinderen:
- Robert (1319-1364), vorst van Tarente
- Lodewijk (1320-1362), vorst van Tarente
- Margaretha (1325-1380), huwde in 1348 met Frans van Baux, hertog van Andria
- Filips II (1329-1374), vorst van Tarente